# 但馬運転免許センター

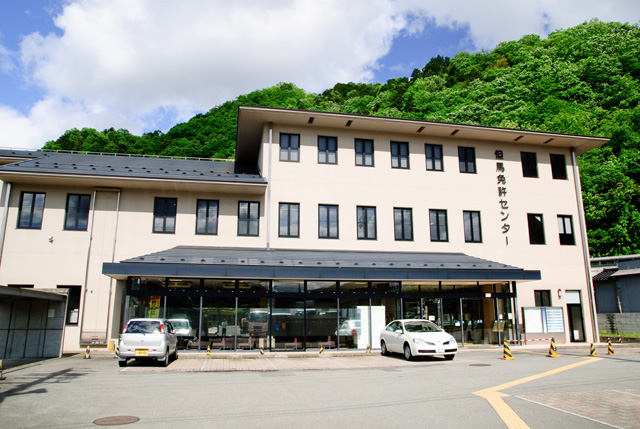
但馬運転免許センター

但馬運転免許センター（たじまうんてんめんきょセンター）は、兵庫県養父市八鹿町にある兵庫県警察本部交通部管理の運転免許試験場並びに免許更新センターである。

## 概要
以前よりこの地には、但馬運転免許試験場があったが、当時は学科、実技試験が行われていたのみで、さらに平日週2日だけという運営で、また、即日交付も出来ず、後日所轄の警察署にて受け取りということもあって、不便なところがあり、また、但馬地区では、免許更新については、所轄の警察署で講習を受け、後日受け取りに行かねばならず、それに休日については更新手続きが出来ず、さらに紛失等による再発行や諸手続きについても同様に時間がかかるため、明石市にある兵庫県自動車運転免許試験場に行く人が多かった。
そのため不便を解消するべく、日曜日に免許更新を実施し、免許の諸手続き・発行の速達化を図るため、免許センター機能を持たせたのが当センターである。これにより、学科、実技試験については従来どおり週2回(祝祭日を除く木曜日と金曜日実施)ながら、即日交付が可能になり、免許更新も日曜日のみながら即日交付が可能になった（平日についてはこれまで通り所轄の警察署・一部交番・分庁舎にて実施。後日受け取り。2021年3月より月曜日も対応（養父警察署廃止のため）することになった）。また、諸手続きも平日のみ受け付けであるが、即日交付が可能となった。ただし、実技試験については、天候（雪が降るため）の都合上、1月から3月については実施されない（この期間の実技は兵庫県自動車運転免許試験場にて実施）。
なお、但馬運転免許センターにおいて行われている実技試験、審査の免種については、中型一種免許、中型一種(8tとAT)限定解除、準中型一種免許、準中型一種(5tとAT)限定解除、普通一種・二種免許、普通一種・二種AT解除、大型特殊一種・二種免許、普通二輪(MTとAT)、小型自動二輪(MTとAT)、大型特殊(農耕限定)牽引(農耕限定)である。なお、農耕限定免許については、車両持ち込み、事前教習が出来る農業高校等に限り実施している。

## 所在地
〒667-0024 兵庫県養父市八鹿町朝倉下台48-5

## 交通機関
JR山陰本線 八鹿駅より全但バス関宮・村岡方面行きに乗り約6分、養父市役所口バス停を下車、南へ徒歩約5分。